# Закревщина
Закревщина, Дурниця — річка у Ковельському районі Волинської області, права притока Турії (басейн Дніпра).

## Опис
Довжина річки 20  км., похил річки — 0,95 м/км. Формується з багатьох безіменних струмків. Площа басейну 136 км².

## Розташування
Бере початок між селами Кричевичі та Ломачанка. Тече переважно на північний захід і на південній околиці села Воля впадає у річку Турію, праву притоку Прип'яті.